# Akishima
Akishima (jap. 昭島市, -shi) ist eine Stadt in der japanischen Präfektur Tokio westlich von Tokio.

## Geographie
Der Fluss Tama fließt durch die Stadt von Westen nach Südosten.

## Geschichte
Seit dem 19. Jahrhundert bestanden mehrere Dörfer im heutigen Stadtgebiet. Die Dörfer Nakagami und Sotoyatsu wurden 1928 vereinigt und erhielten den Namen Shōwa. 1941 wurde Shōwa in den Stadtstatus erhoben. 1954 wurde das Dorf Haiji eingemeindet und die damit entstandene Stadt in Akishima umbenannt. 

## Verkehr
Der Bahnhof Haijima ist ein wichtiger Bahnknotenpunkt. Hier treffen die Ōme-Linie, die Itsukaichi-Linie und die Hachikō-Linie von JR East aufeinander, ebenso die Seibu Haijima-Linie der Seibu Tetsudō. Durch die Stadt verläuft die Nationalstraße 16.

## Angrenzende Städte und Gemeinden
- Tachikawa
- Hachiōji
- Fussa
- Hino

## Persönlichkeiten
- Ryōji Mano (* 1990), Fußballspieler
- Yūma Hiroki (* 1992), Fußballspieler